# Коридорас
Коридорас (Corydoras) — рід сомоподібних риб родини панцирних сомів (Callichthyidae).

## Опис
Види роду Corydoras дають широке розмаїття форм тіла і забарвлення. Це дрібні риби, від 25 до 120 міліметрів. Усі види роду коридорас мають відносно коротке тіло з опуклою спинкою. По усьому тілу йдуть два ряди кісткових пластин, що перекриваються, які власне і дали назву родині (російською родина називається панцирні соми). Рот нижній, пристосований для захоплення їжі з дна і викопування смачних черв'яків. Орієнтуватися в каламутній воді коридорасам допомагають три пари маленьких вусиків. Ще одна цікава особливість коридорасів — вони подібно до лабіринтових уміють дихати повітрям. Правда коридораси розв'язали цю проблему з властивим усім сомам талантом і винахідливістю — вони просто ковтають бульбашку повітря і засвоюють з неї кисень в товстій кишці. Завдяки такому типу дихання коридораси з легкістю переносять сезонні пересихання водойм, багато дослідників відмічають, що зграї коридорасів, що годуються, можуть виповзати на мулке мілководдя з мінімумом води, так що спинки залишаються на повітрі.

## Поширення
Види Corydoras як правило, мають більш обмежені області ендемізму, ніж інші калліхтіди, але ареал всього роду майже дорівнює площі розподілу родини, за винятком Панами, де представників Corydoras немає. Поширюються на схід від Анд до Атлантичного узбережжя, від Тринідаду до Ріо-де-ла-Плата в північній Аргентині. Мешкають в різних середовищах.

## Спосіб життя
У природі вони мешкають в дуже м'якій (загальна жорсткість зазвичай близька до нуля) і слабокислій воді (рН=6-6.5), у багатьох випадках в «чорній воді» — воді перенасиченій продуктами гниття опалого листя і усіляких корчів. «Чорна вода» характеризується підвищеним вмістом дубильних речовин і гумінових кислот і має сильний антибактеріальний ефект. Ґрунт м'який, найчастіше мулкий, або з дрібного піску. Багато затінених листям дерев ділянок, а також корчів, під якими сомики можуть знаходити собі укриття. Температура варіюється в межах від 22 до 26, хоча деякі південніші види переносять досить низькі температури.

## Розмноження
Розмноження у усіх коридорасів проходить за схожою схемою і відрізняється оригінальністю. Нерест зазвичай груповий — одна самиця нереститься одночасно з декількома самцями. Спочатку самці активно ганяють самицю, потім вона підпливає до одного з самців і набирає в рот його молочка. В цей же час у самиці зрушуються черевні плавники і в «мішечок», що утворився, відкладається декілька ікринок. З ікринками в плавниках і молочками у роті самиця вирушає шукати місце, на яке вона відкладе ікру. Вибравши відповідну ділянку (у акваріумі таким нерідко буває скло) самиця очищає його і попутно змащує молочками. А потім клеїть на це місце ікринки.
Спосіб унікальний і забезпечує дуже високу ефективність — відсоток незапліднених ікринок украй малий. За один раз ікри відкладається зовсім не багато — штук 5-6, рідко більше (це залежить від виду). Потім усе повторюється, знову самиця вибирає самця, знову набирає в рот молочка і знову підшукує містечко для ікри.
Після відкладання ікри коридораси ніяких батьківських почуттів не проявляють, а деякі особливо несвідомі самці можуть в процесі ікрометання і поласувати свіжою ікрою.

## Види
В роді описані 158 видів:

Сучасні види
- Corydoras acrensis Nijssen, 1972
- Corydoras acutus Cope, 1872
- Corydoras adolfoi W. E. Burgess, 1982
- Сомик золотистий (Corydoras aeneus) (T. N. Gill, 1858)- Synonyms: Hoplosoma aeneum, C. microps, C. venezuelanus, C. macrosteus & C. schultzei
- Corydoras agassizii Steindachner, 1877
- Corydoras albolineatus Knaack, 2004
- Corydoras amandajanea Sands, 1995
- Corydoras amapaensis Nijssen, 1972
- Corydoras ambiacus Cope, 1872
- Corydoras amphibelus Cope, 1872
- Corydoras approuaguensis Nijssen & Isbrücker, 1983
- Corydoras araguaiaensis Sands, 1990
- Corydoras arcuatus Elwin, 1938
- Corydoras areio Knaack, 2000
- Corydoras armatus (Günther, 1868)
- Corydoras atropersonatus S. H. Weitzman & Nijssen, 1970
- Corydoras aurofrenatus C. H. Eigenmann & C. H. Kennedy, 1903
- Corydoras axelrodi Rössel, 1962
- Corydoras baderi Geisler, 1969 — Synonym: C. oelemariensis
- Corydoras bethanae Bentley, Grant & Tencatt, 2021
- Corydoras bicolor Nijssen & Isbrücker, 1967
- Corydoras bifasciatus Nijssen, 1972
- Corydoras bilineatus Knaack, 2002
- Corydoras blochi Nijssen, 1971
- Corydoras boehlkei Nijssen & Isbrücker, 1982
- Corydoras boesemani Nijssen & Isbrücker, 1967
- Corydoras bondi Gosline, 1940
- Corydoras breei Isbrücker & Nijssen, 1992
- Corydoras brevirostris Fraser-Brunner, 1947 — Synonym: C. melanistius brevirostris
- Corydoras britskii Nijssen & Isbrücker, 1983
- Corydoras burgessi Axelrod, 1987
- Corydoras caramater  Tencatt, Couto, Santos & Sousa, 2024
- Corydoras carlae Nijssen & Isbrücker, 1983
- Corydoras caudimaculatus Rössel, 1961
- Corydoras cervinus Rössel, 1962
- Corydoras cochui G. S. Myers & S. H. Weitzman, 1954
- Corydoras colossus Tencatt, Grant & Bentley, 2023
- Corydoras concolor S. H. Weitzman, 1961
- Corydoras condiscipulus Nijssen & Isbrücker, 1980
- Corydoras copei Nijssen & Isbrücker, 1986
- Corydoras coppenamensis Nijssen, 1970 — Synonym: C. bondi coppenamensis
- Corydoras coriatae W. E. Burgess, 1997
- Corydoras crimmeni S. Grant, 1997
- Corydoras cruziensis Knaack, 2002
- Corydoras crypticus Sands, 1995
- Corydoras davidsandsi B. K. Black, 1987
- Corydoras delphax Nijssen & Isbrücker, 1983
- Corydoras difluviatilis Britto & R. M. C. Castro, 2002
- Corydoras diphyes Axenrot & S. O. Kullander, 2003
- Corydoras duplicareus Sands, 1995
- Corydoras ehrhardti Steindachner, 1910 — Synonym: C. meridionalis
- Corydoras elegans Steindachner, 1876 Synonym: C. pestai
- Corydoras ellisae Gosline, 1940
- Corydoras ephippifer Nijssen, 1972
- Corydoras eques Steindachner, 1876
- Corydoras esperanzae D. M. Castro, 1987
- Corydoras evelynae Rössel, 1963
- Corydoras filamentosus Nijssen & Isbrücker, 1983
- Corydoras flaveolus R. Ihering (pt), 1911
- Corydoras fowleri J. E. Böhlke, 1950
- Corydoras garbei R. Ihering (pt), 1911
- Corydoras geoffroy Lacépède, 1803 — Synonym: C. octocirrus
- Corydoras geryi Nijssen & Isbrücker, 1983 — Synonym: C. bolivianus
- Corydoras gladysae Calviño & Felipe Alonso, 2010
- Corydoras gomezi D. M. Castro, 1986
- Corydoras gossei Nijssen, 1972 (Palespotted corydoras)
- Corydoras gracilis Nijssen & Isbrücker, 1976
- Corydoras griseus Holly, 1940 Synonym: C. griseus de weyeri
- Corydoras guapore Knaack, 1961
- Corydoras guianensis Nijssen, 1970
- Corydoras habrosus S. H. Weitzman, 1960
- Corydoras haraldschultzi Knaack, 1962
- Corydoras hastatus C. H. Eigenmann & R. S. Eigenmann, 1888 Synonym: C. australe
- Corydoras heteromorphus Nijssen, 1970
- Corydoras imitator Nijssen & Isbrücker, 1983
- Corydoras incolicana W. E. Burgess, 1993
- Corydoras isbrueckeri Knaack, 2004
- Corydoras julii Steindachner, 1906
- Corydoras kanei S. Grant, 1998
- Corydoras lacerdai Hieronimus, 1995
- Corydoras lamberti Nijssen & Isbrücker, 1986
- Corydoras latus N. E. Pearson, 1924
- Corydoras leopardus G. S. Myers, 1933 — Synonym: C. funnelli
- Corydoras leucomelas C. H. Eigenmann & W. R. Allen, 1942 — Synonym: C. caquetae
- Corydoras longipinnis Knaack, 2007[3]
- Corydoras loretoensis Nijssen & Isbrücker, 1986
- Corydoras loxozonus Nijssen & Isbrücker, 1983
- Corydoras maclurei Tencatt, de Carvalho Gomes & Evers, 2023
- Corydoras maculifer Nijssen & Isbrücker, 1971
- Corydoras mamore Knaack, 2002
- Corydoras melanistius Regan, 1912 Synonym: C. wotroi
- Corydoras melanotaenia Regan, 1912
- Corydoras melini Lönnberg & Rendahl, 1930
- Corydoras metae C. H. Eigenmann, 1914
- Corydoras micracanthus Regan, 1912
- Corydoras microcephalus Regan, 1912
- Corydoras multimaculatus Steindachner, 1907
- Corydoras nanus Nijssen & Isbrücker, 1967
- Corydoras napoensis Nijssen & Isbrücker, 1986
- Corydoras narcissus Nijssen & Isbrücker, 1980
- Corydoras nattereri Steindachner, 1877- Synonyms: C. juquiaae & C. nattereri triseriatus
- Corydoras negro Knaack, 2004
- Corydoras nijsseni Sands, 1989 — Synonym: C. elegans nijsseni
- Corydoras noelkempffi Knaack, 2004
- Corydoras oiapoquensis Nijssen, 1972
- Corydoras ornatus Nijssen & Isbrücker, 1976
- Corydoras orphnopterus S. H. Weitzman & Nijssen, 1970
- Corydoras ortegai Britto, F. C. T. Lima & Hidalgo, 2007
- Corydoras osteocarus J. E. Böhlke, 1951
- Corydoras ourastigma Nijssen, 1972
- Corydoras oxyrhynchus Nijssen & Isbrücker, 1967
- Сомик крапчастий (Corydoras paleatus) (Jenyns, 1842) — Synonyms: C. maculatus, C. marmoratus, Silurus quadricostatus & Silurus 7-radiatus
- Corydoras panda Nijssen & Isbrücker, 1971
- Corydoras pantanalensis Knaack, 2001
- Corydoras paragua Knaack, 2004
- Corydoras parallelus W. E. Burgess, 1993
- Corydoras pastazensis S. H. Weitzman, 1963 Synonym: C. pastazensis orcesi
- Corydoras paucerna Knaack, 2004
- Corydoras pinheiroi Dinkelmeyer, 1995
- Corydoras polystictus Regan, 1912 — Synonym: C. virescens
- Corydoras potaroensis G. S. Myers, 1927
- Corydoras pulcher Isbrücker & Nijssen, 1973
- Corydoras punctatus (Bloch, 1794)
- Corydoras pygmaeus Knaack, 1966
- Corydoras rabauti La Monte, 1941 — Synonym: C. myersi
- Corydoras reticulatus Fraser-Brunner, 1938
- Corydoras reynoldsi G. S. Myers & S. H. Weitzman, 1960
- Corydoras robineae W. E. Burgess, 1983 (Bannertail corydoras)
- Corydoras robustus Nijssen & Isbrücker, 1980
- Corydoras sanchesi Nijssen & Isbrücker, 1967
- Corydoras saramaccensis Nijssen, 1970
- Corydoras sarareensis Dinkelmeyer, 1995
- Corydoras schwartzi Rössel, 1963
- Corydoras semiaquilus S. H. Weitzman, 1964
- Corydoras septentrionalis Gosline, 1940 — Synonym: C. cortesi
- Corydoras serratus Sands, 1995
- Corydoras seussi Dinkelmeyer, 1996
- Corydoras similis Hieronimus, 1991
- Corydoras simulatus S. H. Weitzman & Nijssen, 1970
- Corydoras sipaliwini Hoedeman, 1965
- Corydoras sodalis Nijssen & Isbrücker, 1986
- Corydoras solox Nijssen & Isbrücker, 1983
- Corydoras spectabilis Knaack, 1999
- Corydoras spilurus Norman, 1926
- Corydoras splendens Castelnau, 1855
- Corydoras steindachneri Isbrücker & Nijssen, 1973
- Corydoras stenocephalus C. H. Eigenmann & W. R. Allen, 1942
- Corydoras sterbai Knaack, 1962 (Sterba's corydoras)
- Corydoras surinamensis Nijssen, 1970
- Corydoras sychri S. H. Weitzman, 1960
- Corydoras treitlii Steindachner, 1906
- Corydoras trilineatus Cope, 1872 — Synonyms: C. episcopi, C. dubius
- Corydoras tukano Britto & F. C. T. Lima, 2003
- Corydoras undulatus Regan, 1912
- Corydoras urucu Britto, Wosiacki & Montag, 2009
- Corydoras virginiae W. E. Burgess, 1993
- Corydoras vittatus Nijssen, 1971 — Synonym: C. blochi vittatus
- Corydoras weitzmani Nijssen, 1971
- Corydoras xinguensis Nijssen, 1972
- Corydoras zygatus C. H. Eigenmann & W. R. Allen, 1942

Викопний вид
- †Corydoras revelatus Cockerell, 1925 викопний вид з пізнього палеоцену.